# Anton Medved (1862–1925)
Anton Medved, slovenski rimskokatoliški duhovnik, književnik in govornik, * 6. december 1862, Gorica pri Brestanici, † 26. februar 1925, Maribor.

## Življenjepis
Rodil se je očetu Antonu st. in materi Marjani. Anton Medved je obiskoval ljudsko šolo v Rajhenburgu  ter v letih 1877–1885 gimnazijo v Mariboru kot gojenec deškega semenišča, po maturi 1885 je vstopil v maribsko bogoslovje, v januarju 1886 odšel na Dunaj, da bi študiral pravo, pa se že v nekaj dneh vrnil v bogoslovje, kjer je z odličnim uspehom 1889 končal študij. Po končanem študiju je bil eno leto kaplan v Šoštanju in se pripravljal za teološke izpite (rigoroze) na Dunaju. V letih 1890–1892 je kot kaplan v zavodu S. Maria dell' Anima v Rimu študiral filozofijo in 6. junija 1892  doktoriral, takoj nato na Dunaju naredil še zadnji teološki rigoroz in bil 21. jun. 1892 promoviran za dr. theol. Po vrnitvi domov, je bil 2½ meseca kaplan v Trbovljah, eno leto korni vikar in katehet v Mariboru, jeseni 1893 prišel za kateheta na mariborsko gimnazijo. Tu je deloval do smrti in v vojnih letih poučeval v nižjih razredih tudi slovenščino, nemščino, zemljepis in zgodovino. Leta 1924 je postal papežev tajni častni komornik. Umrl je za pljučnico, ki jo je povzročila zanemarjena gripa.
Medved je bil 1905 do 1924 član nadzornega sveta posojilnice, dalje odbornik Katehetskega tiskskarskega društva (od 1893) in čitalnice (od 1900 do 1914 tudi njen predsednik) in odbornik Zgodovinskega društva (1906–1911).
V politiki je aktivno nastopil samo 1909 kot nadstrankarski kandidat na volitvah za deželni zbor, vendar ni bil izvoljen. Kot človek je bil ljubezniv, družaben, dobrohoten; osebnega nasprotovanja ni poznal in ni o nikomer izrekel ostre sodbe. Bil je odločno naroden, pa drugim vsekdar pravičen in je tudi med Nemci užival velik ugled. Njegov pomen za kulturno zgodovino štajerskih Slovencev ni toliko v njegovem pisateljskem delu, marveč v celotnem delovanju, ki ga je vršil kot duhovnik, vzgojitelj in narodnjak

## Literarno delo
Medved je že kot dijak pisal pesmi in se vadil v govorništvu. V 7. razr. gimnazije je pod psevdonimom T. Goričlán 1884 v Kresu izšlo njegovo delo 140 pesem Otok (o srečnem otoku sloge in vzajemnosti). Iz dijaških let je tudi pripovedna pesem Cesar Karol VI. V bogoslovju je od 1887 do 1889 pisal v verzih in prozi za bogoslovni list Lipica, kjer je bil od 1887 do 1888 urednik. Pisal je zgodovinske in filozofske spise. V poznejših letih je zložil več nabožnih  (npr. Pred teboj o Jezus mili; Kvišku zdaj dežela vsa! in priložnostnih pesmi (zadnja iz 1924 je 24 verzov obsegajoča pesem o prelitem velikem zvonu mariborske stolnice). Zbral je rokopise Florijana Vodovnika in jih skupaj s pesnikovim življenjepisom izdal pod naslovom Gedichte des Hauptmannes Carl Vodovnik-Siegenfeld (Celje, 1897). Leta 1905 je objavil povest Nesrečnež.
Medved je zaslovel kot govornik pri  cerkvenih slovesnostih, narodnih svečanostih (npr. odkritju Kremplovega spomenika pri Mali Nedelji 1895, Slomškovi slavnosti na Ponikvi 1900) in večjih društvenih prireditvah. Njegovih govorov je natisnjenih malo (npr. 5 pridig v njegovi knjigi V Marijinem Celju. Zgodovinske in potopisne črtice, Maribor 1898; Slava vrlemu učitelju!).